# Gallieni (stanice metra v Paříži)
Gallieni je konečná stanice pařížského metra na východním konci linky 3. Leží za hranicí Paříže v sousedním městě Bagnolet. Nachází se v Rue du Château pod mezinárodním autobusovým nádražím. Její dopravní význam spočívá v tom, že umožňuje přímé spojení z centra Paříže právě s tímto velkým nádražím.

## Historie
Stanice byla otevřena 2. dubna 1971 při posledním rozšíření linky.

## Název
Stanice nese jméno francouzského generála Josepha Gallieniho (1849–1916).